# بخش آنتونی، شهرستان نورمن، مینه سوتا
بخش آنتونی (به انگلیسی: Anthony Township) یک منطقهٔ مسکونی در ایالات متحده آمریکا است که در شهرستان نورمن، مینه‌سوتا واقع شده‌است.
 بخش آنتونی ۹۳٫۳ کیلومتر مربع مساحت و ۸۵ نفر جمعیت دارد و ۲۷۰ متر بالاتر از سطح دریا واقع شده‌است.